# Borgholms kommun
Borgholms kommun er en kommune i Kalmar län i Sverige.
Kommunen dækker det nordlige Öland.  Den er sammen med Mörbylånga kommun medlem af Ölands kommunalförbund.

## Byområder
Der er fem byområder i Borgholms kommun.
I tabellen vises byområderne i størrelsesorden pr. 31. december 2005.  Hovedbyen er markeret med fed skrift. 
| # | Byområde   | Befolkning |
| - | ---------- | ---------- |
| 1 | Borgholm   | 3.093      |
| 2 | Köpingsvik | 609        |
| 3 | Löttorp    | 455        |
| 4 | Rälla      | 440        |
| 5 | Björkviken | 243        |

56°52′41″N 16°39′42″Ø / 56.8781°N 16.6617°Ø